# Devil's Pond
Devil's Pond is een thriller uit 2003 onder regie van Joel Viertel. De gehele film lang acteren voornamelijk de hoofdrolspelers Kip Pardue en Tara Reid. Meredith Baxter en Dan Gunther verschijnen enkele minuten in beeld.

## Verhaal
Mitch (Pardue) en Julianne (Reid) vormen een dolverliefd stel. Na hun bruiloft maken ze samen een bootreisje naar een onbewoond eiland en lijken de omstandigheden ideaal voor een romantische verblijf. Het eiland ligt diep in de bossen, ver van de moderne wereld en er is geen elektriciteit, stromend water of telefoon. Mitch blijkt eenmaal aangekomen alleen iets té gek op Julianne. Hij is niet van plan het eilandje ooit nog te verlaten, noch haar dit toe te staan. Hij wil er voor altijd met haar blijven, goedschiks dan wel kwaadschiks. De enige manier om het eiland te verlaten, is een aangemeerde roeiboot, maar die is gezonken en Julianne kan niet zwemmen.